# Amen (Ana Soklič)
Amen is een lied van de Sloveense zangeres Ana Soklič. Het nummer vertegenwoordigde Slovenië op het Eurovisiesongfestival 2021 in Rotterdam, Nederland.

## Eurovisiesongfestival

### Interne selectie
Op 16 mei 2020 bevestigde de Sloveense openbare omroep dat Ana Soklič Slovenië zou mogen vertegenwoordigen op het Eurovisiesongfestival 2021.
Na de aankondiging van Soklič als de geselecteerde artiest, konden componisten tussen 13 juli 2020 en 30 september 2020 hun liedjes indienen bij de omroep. 191 liedjes werden door de omroep ontvangen tijdens de inzendingsperiode. Een commissie van deskundigen bestaande uit Soklič, Darja Švajger (zangeres, vocal coach en Sloveense songfestivaldeelnemer 1995 en 1999) en Vladimir Graić (componist van Serviës winnende songfestivalinzending Molitva in 2007) maakte een shortlist van drie nummers uit de ontvangen inzendingen. De Sloveense inzending werd bepaald door een plaatsvervangend comité van deskundigen bestaande uit Darja Švajger, Mojca Menart (hoofd van de uitgeverij ZKP RTV Slovenija) en Matevž Šalehar (muzikant en singer-songwriter). Het lied werd uiteindelijk gepresenteerd op 27 februari 2021.

### Op het Eurovisiesongfestival
Soklič trad op dinsdag 18 mei 2021 aan in de eerste halve finale, maar behoorde na afloop niet tot de tien finalisten.